# 겨울새 (1992년 드라마)

《겨울새》는 김수현 동명 소설을 원작으로 한 SBS 아침연속극이었다.
최고 시청률 44.7%(1992년 10월 5일 방영분)를 기록하여 SBS의 TV 개국 이후 처음으로 국민 10명 중 4명 이상이 본 드라마를 방영하였다.

## 기획 의도
- 고아 처녀하고 그녀를 키워준 은인의 아들의 이루어질 수 없는 사랑을 그린 작품
- 조용하고 선한 성품이지만 곧은 심지를 갖고 있는 여자와 어떠한 난관에도 아랑곳 없이 그녀를 사랑하는 따뜻한 남자가 벌이는 사랑 이야기

## 출연
- 김도연(박영은) : 키워준 은혜에 보답하기 위해 마음에도 없는 결혼을 하며 불행의 늪에 빠지는 여주인공.
- 최상훈(정도현) : 영은을 지순하게 사랑하면서도 끝내 결합하지 못하는 남자.
- 이형준(주경우) : 영은의 남편으로 마마보이.
- 반효정(강 여사) : 물욕이 강하고 아들 경우에게 병적일 정도로 집착을 보이는 영은의 시어머니.
- 이낙훈(정 회장) : 도현 아버지
- 사미자(이 여사) : 도현 어머니로 영은&도현 사이를 반대하는 인물.
- 노경주(정민희) : 도현의 여동생.
- 임정하(한지홍)
- 전광렬

## 참고 사항
- 반효정(강 여사 역)이 비상식적인 행동으로 시청자들의 반발을 사는 바람에 방송국에 항의 전화가 빗발친 적이 있다.[1]

## 같이 보기
- 겨울새